# Flugplatz Unst

i7
i11
i13
Der Flugplatz Unst (englisch Unst Airport, Baltasound Airport und Ordale Airport, IATA-Code: UNT, ICAO-Code: EGPW) ist ein Flugplatz auf der Insel Unst in Shetland, im Norden von Schottland. Er befindet sich in Ordale, 1,5 km südöstlich von Baltasound und ist der nördlichste Flugplatz in Großbritannien. Der Flugplatz hat ein Terminalgebäude und einen Flugzeughangar.

## Geschichte
Der Flugplatz wurde 1968 von den Royal Engineers erbaut. In den Anfangsjahren war es sehr geschäftig, er diente für Ölarbeiter als Zwischenstation von Aberdeen und zu den Bohrinseln vor der Küste. Die Zwischenstation wurde jedoch auf dem Scatsta Airport verlegt, und der Flugplatz verlor rasch an Bedeutung. Im Jahre 1996 wurde der Flugplatz effektiv eingemottet und wird jetzt nur noch gelegentlich für Schulungen und Notfälle genutzt.